# Alemitu Heroye
Alemitu Heroye (ur. 9 maja 1995) – etiopska lekkoatletka specjalizująca się w biegach długich. 
Piąta zawodniczka biegu na 3000 metrów podczas mistrzostw świata juniorów młodszych z 2011. W 2012 zajęła 4. miejsce w biegu na 5000 metrów na mistrzostwach Afryki w Porto-Novo. Srebrna i brązowa medalistka mistrzostw świata w biegach przełajowych w rywalizacji juniorek z 2013. W tym samym roku sięgnęła po brąz w biegu na 5000 metrów podczas juniorskich mistrzostw Afryki. W 2014 została mistrzynią świata juniorek w biegu na 5000 metrów. Medalistka mistrzostw Etiopii. 

## Osiągnięcia
| Rok  | Impreza                                   | Miejsce         | Konkurencja           | Pozycja    | Wynik    |
| ---- | ----------------------------------------- | --------------- | --------------------- | ---------- | -------- |
| 2011 | Mistrzostwa świata juniorów młodszych     | Lille Metropole | bieg na 3000 metrów   | 5. miejsce | 9:04,53  |
| 2012 | Mistrzostwa Afryki w biegach przełajowych | Kapsztad        | bieg juniorek         | 5. miejsce | 19:55    |
| 2012 | Mistrzostwa Afryki                        | Porto-Novo      | bieg na 5000 metrów   | 4. miejsce | 15:55,36 |
| 2013 | Mistrzostwa świata w biegach przełajowych | Bydgoszcz       | bieg juniorek         | 3. miejsce | 17:57    |
| 2013 | Mistrzostwa świata w biegach przełajowych | Bydgoszcz       | drużyna juniorek      | 2. miejsce |          |
| 2013 | Mistrzostwa Afryki juniorów               | Bambous         | bieg na 5000 metrów   | 3. miejsce | 16:08,95 |
| 2014 | Mistrzostwa Afryki w biegach przełajowych | Kampala         | bieg juniorek         | 2. miejsce | 19:05    |
| 2014 | Mistrzostwa Afryki w biegach przełajowych | Kampala         | drużyna juniorek      | 2. miejsce |          |
| 2014 | Mistrzostwa świata juniorów               | Eugene          | bieg na 5000 metrów   | 1. miejsce | 15:10,08 |
| 2015 | Mistrzostwa świata                        | Pekin           | bieg na 10 000 metrów | 7. miejsce | 31:49,73 |

## Rekordy życiowe
- bieg na 3000 metrów – 8:36,87 (2014)
- bieg na 2 mile – 9:20,81 (2014) rekord świata juniorów
- bieg na 5000 metrów – 14:43,28 (2015)
- bieg na 10 000 metrów – 30:50,83 (2015)